# Lissonota pectinator
Lissonota pectinator är en stekelart som beskrevs av Aubert 1972. Lissonota pectinator ingår i släktet Lissonota och familjen brokparasitsteklar. Inga underarter finns listade i Catalogue of Life.